# Haemaphysalis minuta
Haemaphysalis minuta este o specie de căpușe din genul Haemaphysalis, familia Ixodidae, descrisă de Glen M. Kohls în anul 1950.
Este endemică în Sri Lanka. Conform Catalogue of Life specia Haemaphysalis minuta nu are subspecii cunoscute.